# Paul-Ernest Mosimann
Paul-Ernest Mosimann, né le 6 décembre 1858 à La Chaux-de-Fonds et mort le 30 mars 1923 à Berne, est un horloger et homme politique suisse, membre du Parti radical-démocratique.

## Biographie
Paul-Ernest Mosimann effectue des études à l'École de commerce de Winterthour, puis reprend la manufacture horlogère de son père qu'il dirige jusqu'en 1894, avant de se consacrer entièrement à ses mandats politiques. Parallèlement à son activité horlogère, Mosimann siège au Conseil général, le législatif de la ville de La Chaux-de-Fonds de 1884 à 1893. Il est également membre du Grand Conseil du canton de Neuchâtel dès 1886 et le reste jusqu'en 1919. En 1893, il entre au Conseil communal, l'exécutif de la ville de La Chaux-de-Fonds et y siège jusqu'en 1912, puis à nouveau de 1915 à 1917. 
En 1900, il est élu au Conseil national, la chambre basse de l'Assemblée fédérale, et y reste pendant vingt-trois ans. Pendant la Première Guerre mondiale il est membre des commissions traitant des questions de tarifs douaniers, d'importations et de neutralité. Il s'engage par ailleurs tout au long de son mandat sur les questions économiques et industrielles, notamment les traités de commerce avec différents pays européens importants pour l'industrie horlogère. De 1917 à 1923, il est en parallèle président de la Chambre suisse de l'horlogerie.